# Toksyczna nekroliza naskórka
Toksyczna nekroliza naskórka, zespół Lyella, toksyczna martwica rozpływna naskórka, toksyczne martwicze oddzielanie się naskórka – zagrażająca życiu choroba skóry i błon śluzowych, często rozwijająca się w odpowiedzi na niektóre leki. 
Objawia się rumieniem wielopostaciowym, złuszczającymi się pęcherzami i martwicą, prowadzącymi do spełzania dużych powierzchni naskórka. Wśród leków wywołujących chorobę najczęściej wymienia się trzy grupy: antybiotyki, leki przeciwpadaczkowe oraz niesteroidowe leki przeciwzapalne. Pierwsze objawy toksycznej nekrolizy naskórka pojawiają się zwykle po upływie 1–22 tygodni od zakażenia lub do 6 tygodni od rozpoczęcia przyjmowania leku. Choroba ma charakter nawrotowy i trwa do kilku tygodni. Umieralność wynosi 30%-40%.
W literaturze medycznej powszechnie podaje się, że zespół Lyella jest poważniejszą postacią zespołu Stevensa-Johnsona i rozważa się, czy podchodzi pod spektrum rumienia wielopostaciowego.
Zapadalność na zespół Lyella wynosi 0,4-1,2 osób na milion w ciągu roku.